# 32-es busz (Székesfehérvár)
A székesfehérvári 32-es jelzésű autóbusz a Vasútállomás és a Kassai utca / Nagyszombat utca között közlekedik. A viszonylatot a Volánbusz üzemelteti.

32-es busz a Berényi úton

## Története
A viszonylatot 1976-ban hozták létre, ekkor Öreghegyen még a Máriavölgyi úton közlekedett és a Bory-vár előtti Bory Jenő téren volt a végállomása. Közel másfél évtizedet követően a vonal a Selmeci utcába került, nem sokkal később pedig az ezidáig véglegesnek tűnő Kassai úti szakaszra helyezték át.
2013. július 1-jétől munkanapokon is csak óránként közlekedik, a reggeli órákban 1-1 plusz menet is indul mindkét végállomásról.
A korábbi csuklós gerincvonal forgalmát jelenleg szóló autóbuszok bonyolítják.

## Útvonala
| Kassai utca / Nagyszombati utca felé | Vasútállomás felé |
| --- | --- |
| Vasútállomás vá. – Béke tér – Deák Ferenc utca – József Attila utca – Rákóczi utca – Széna tér – Berényi út – Berényi út – Túrózsáki út – Fiskális út – Kassai utca – Kassai utca / Nagyszombati utca vá. | Kassai utca / Nagyszombati utca vá. – Kassai utca – Fiskális út – Túrózsáki út – Berényi út – Berényi út – Széna tér – Rákóczi utca – József Attila utca – Deák Ferenc utca – Béke tér – Vasútállomás vá. |

## Megállóhelyei
| 0  | Vasútállomás végállomás                    | 22 | 13, 13A, 13G, 13Y, 20, 30, 31, 31E, 33, 34, 35, 36, 37, 38, 40, 41, 43, 44 7315, 7398, 8010, 8011, 8013, 8082, 8086, 8092, 8093, 8624 S30 G30 Z30 S34 S35 G43 S150 S440 S450 IC, sebesvonat, gyorsvonat, expresszvonat | Vasútállomás, Vasvári Pál Gimnázium, Kodály Zoltán Általános Iskola és Gimnázium |
| 2  | Árpád utca                                 | 20 | 31, 31E |                                                                                  |
| 3  | Budai út / Deák Ferenc utca                | 19 | 31, 31E | Fejér Vármegyei Rendőr-főkapitányság                                             |
| 7  | Áron Nagy Lajos tér                        | 15 | 16, 17, 23, 24, 25, 30, 31, 33, 34, 35 | Fehérvár Áruház                                                                  |
| 9  | Széna tér                                  | 13 | 16, 17, 23, 24, 25, 30, 31, 33, 34, 35 | Jézus Szíve templom, Széna Téri Általános Iskola, E-ON Dél-Dunántúl              |
| 10 | Királykút lakónegyed                       | 12 | 26, 26A, 26G, 27, 38 |                                                                                  |
| 11 | Olaj utca                                  | 11 | 26, 26A, 27, 38 |                                                                                  |
| 12 | Vértanú utca                               | 10 | 26, 26A, 26G, 27, 38 718, 8010 | Csutora temető                                                                   |
| 13 | Álmos vezér utca                           | 9  | 26, 26A, 26G, 27, 38 |                                                                                  |
| 15 | Cento utca                                 | 7  | 23, 26, 26A, 26G, M26 |                                                                                  |
| 16 | Videoton                                   | 6  | 23, 23E, 26, 26A, 26G, 31, 31E, M26 718, 8010, 8011, 8013, 8030, 8035 | Videoton, Váci Mihály Ipari Szakképző Iskola és Kollégium                        |
| 17 | Máriavölgyi elágazás                       | 5  | 23, 23E, 26A, 31, 31E |                                                                                  |
| 19 | Vágújhelyi utca                            | 3  | 26A | Bory-vár                                                                         |
| 20 | Pöstyéni utca                              | 2  | 26A |                                                                                  |
| 21 | Körmöci utca                               | 1  | 26A |                                                                                  |
| 22 | Kassai utca / Nagyszombati utca végállomás | 0  | 26A |                                                                                  |